# Arcidiocesi di Eraclea di Europa
L'arcidiocesi di Eraclea di Europa (in latino Archidioecesis Heracleensis in Europa) è una sede soppressa e sede titolare della Chiesa cattolica.

## Storia
Eraclea di Europa, la greca Perinthos, corrispondente alla città di Marmara Ereğlisi (o Ereğlisi) nell'odierna Turchia, è stata l'antica sede metropolitana della provincia romana di Europa nella diocesi civile di Tracia e nel patriarcato di Costantinopoli.
In seguito alla conquista crociata dell'impero bizantino, nel 1204, fu eretta a Eraclea un'arcidiocesi di rito latino. In base ai documenti della cancelleria papale di questo periodo, la sede metropolitana di Eraclea mantenne alcune delle diocesi suffraganee della sede greca: Rodosto, Peristasi, Callipoli, Daonio (chiamata Dariensis o Daniensis) e Zorolo (chiamata Churlotensis).
Di questo periodo della storia ecclesiastica di Eraclea sono noti alcuni arcivescovi di Eraclea, per lo più anonimi, che furono incaricati dai papi di delicate missioni a Costantinopoli e in Tracia. Il primo di questi fu Gervasio, di origini veneziane, documentato come vescovo eletto il 17 aprile 1208, consacrato prima del 23 novembre 1209 ed infine nominato patriarca latino di Costantinopoli nel mese di novembre 1215.
Una lettera di papa Onorio III del 12 febbraio 1221 attesta l'esistenza a Eraclea di un capitolo dei canonici, con un decano e 11 canonici.
L'arcidiocesi latina ebbe termine con la fine dell'Impero latino di Costantinopoli nel 1261.
Dal XVI secolo Eraclea di Europa è annoverata tra le sedi arcivescovili titolari della Chiesa cattolica; la sede è vacante dal 4 aprile 1986. Nelle fonti la sede è menzionata anche come Eraclea di Tracia.

## Cronotassi

### Arcivescovi
- Gervasio † (prima del 17 aprile 1208 - novembre 1215 nominato patriarca di Costantinopoli)
- Anonimo † (? - prima del 9 settembre 1223 dimesso)
- Anonimo † (menzionato il 24 ottobre 1223)
- Benedetto † (prima del 1244 - dopo il 1247)
- Anonimo † (menzionato il 26 febbraio 1253)

### Arcivescovi titolari
- Giorgio de Uberti † (12 aprile 1518 - ? deceduto)
- Giovanni Battista Pallavicini † (23 agosto 1518 - 13 agosto 1524 deceduto)
- Isidoro Almopaveri † (23 settembre 1524 - ?)
- Jean Davy Du Perron † (18 dicembre 1617 - 5 settembre 1618 succeduto arcivescovo di Sens)
- Claude de Rebé † (8 agosto 1622 - 8 febbraio 1628 succeduto arcivescovo di Narbona)
- Louis-Henri de Pardaillon de Gondrin † (6 febbraio 1645 - 26 luglio 1646 succeduto arcivescovo di Sens)
- Stefano Agostini † (3 dicembre 1669 - 22 settembre 1681 installato cardinale presbitero di San Giovanni a Porta Latina)
- Kazimierz Łubieński † (3 gennaio 1701 - 14 dicembre 1705 nominato vescovo di Chełm)
- Simone Marco Palmerini † (5 gennaio 1713 - 1º luglio 1716 nominato vescovo di Assisi)
- Tommaso Cervini † (5 ottobre 1716 - 3 febbraio 1721 nominato arcivescovo titolare di Nicomedia)
- Andreas Berkes † (28 maggio 1721 - ?)
- Giovanni Battista Bavestrelli † (31 agosto 1772 - 20 aprile 1777 deceduto)
- Michele Maria Capece Galeota, C.R. † (15 dicembre 1777 - 14 giugno 1778 deceduto)
- Alfonso Airoldi † (20 settembre 1779 - 25 marzo 1817 deceduto)
- Cristóbal Bencomo y Rodríguez † (15 novembre 1817 - 15 aprile 1835 deceduto)
- Antonio de Simone † (18 marzo 1858 - 1871 deceduto)
- Raffaele Monaco La Valletta † (9 gennaio 1874 - prima del 3 marzo 1874 dimesso)
- Augustin-Pierre Cluzel, C.M. † (3 marzo 1874 - 12 agosto 1882 deceduto)
- Mariano Rampolla del Tindaro † (1º dicembre 1882 - 26 maggio 1887 nominato cardinale presbitero di Santa Cecilia)
- Francesco Converti, O.F.M.Obs. † (16 marzo 1888 - 1º maggio 1888 deceduto)
- Giuseppe Francica-Nava de Bondifè † (24 maggio 1889 - 18 marzo 1895 nominato arcivescovo di Catania)
- Aristide Rinaldini † (21 agosto 1896 - 15 aprile 1907 nominato cardinale presbitero di San Pancrazio)
- Andreas Franz Frühwirth, O.P. † (26 ottobre 1907 - 6 dicembre 1915 nominato cardinale presbitero dei Santi Cosma e Damiano)
- Sebastiano Nicotra † (18 dicembre 1916 - 21 maggio 1929 deceduto)
- Francesco Borgongini Duca † (7 giugno 1929 - 12 gennaio 1953 nominato cardinale presbitero di Santa Maria in Vallicella)
- Giacomo Testa † (18 giugno 1953 - 29 settembre 1962 deceduto)
- Mario Cagna † (13 ottobre 1962 - 4 aprile 1986 deceduto)